# Singapur Open 1968
Die Singapur Open 1968 im Badminton fanden vom 18. bis zum 21. Oktober 1968 in Singapur statt.
Die Japanerin Noriko Takagi wurde dreifache Titelträgerin. Tan Aik Huang verteidigte seinen Titel des Vorjahres im Herreneinzel.

## Finalergebnisse
| Disziplin    | Sieger                       | Finalist                               | Ergebnis          |
| ------------ | ---------------------------- | -------------------------------------- | ----------------- |
| Herreneinzel | Tan Aik Huang                | Ippei Kojima                           | 15:12, 15:4       |
| Dameneinzel  | Noriko Takagi                | Hiroe Yuki                             | 11:7, 10:12, 11:4 |
| Herrendoppel | Ng Boon Bee Tan Yee Khan     | Sangob Rattanusorn Chavalert Chumkum   | 15:9, 15:1        |
| Damendoppel  | Hiroe Yuki Noriko Takagi     | Rosalind Singha Ang Eva Twedberg       | 15:6, 15:11       |
| Mixed        | Svend Andersen Noriko Takagi | Sangob Rattanusorn Pachara Pattabongse | 15:8, 15:11       |